# Ruta de les espècies

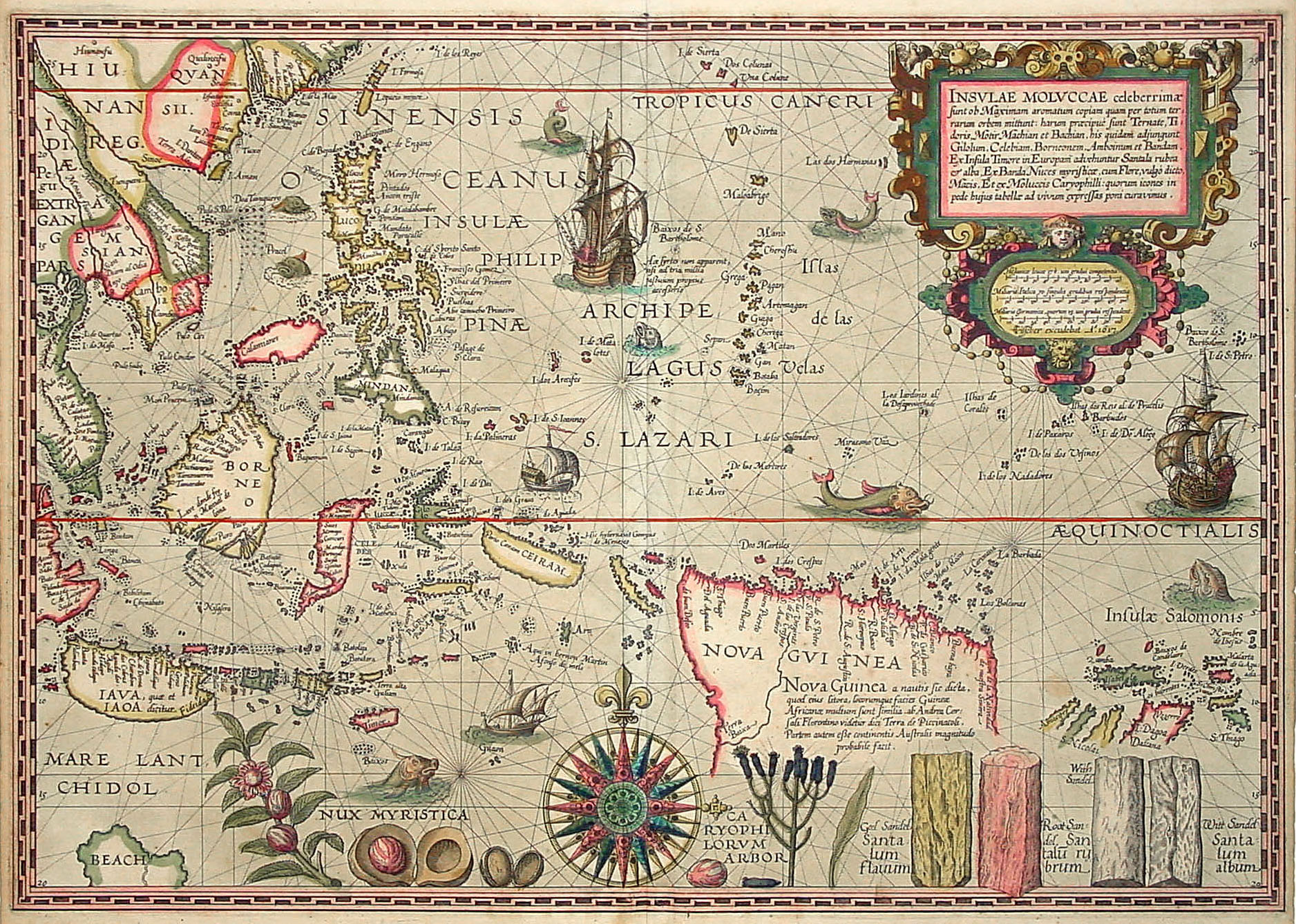
Mapa del Maluku (de les espècies) de Petrus Plancius, 1592.

La ruta de les espècies és la que es va originar pel comerç d'espècies entre civilitzacions històriques d'Àsia, Àfrica del nord-est i Europa. Es coneixien espècies com la canyella, la cassia, el cardamom, el gingebre, el pebre i la cúrcuma i altres com encens, cànems, herbes que es van utilitzar en l'antiguitat per al comerç amb ell món oriental.
Aquestes espècies van trobar el seu camí cap a l'Orient Mitjà abans del començament de l'era cristiana, on els comerciants van retenir les veritables fonts d'aquestes espècies que sovint es van associar amb històries fantàstiques.
Les civilitzacions de l'Àsia estaven involucrades en el comerç d'espècies des dels temps antics, per tot l'oceà índic fins que van trobar el camí cap Europa a través de l'esmentada ruta natural de l'Orient Mitjà, que en quedar tancada amb la caiguda de l'Imperi Romà d'Orient, va forçar l'exploració d'una ruta marítima al voltant de l'Àfrica donant pas a l'era dels descobriments.

## Orígens

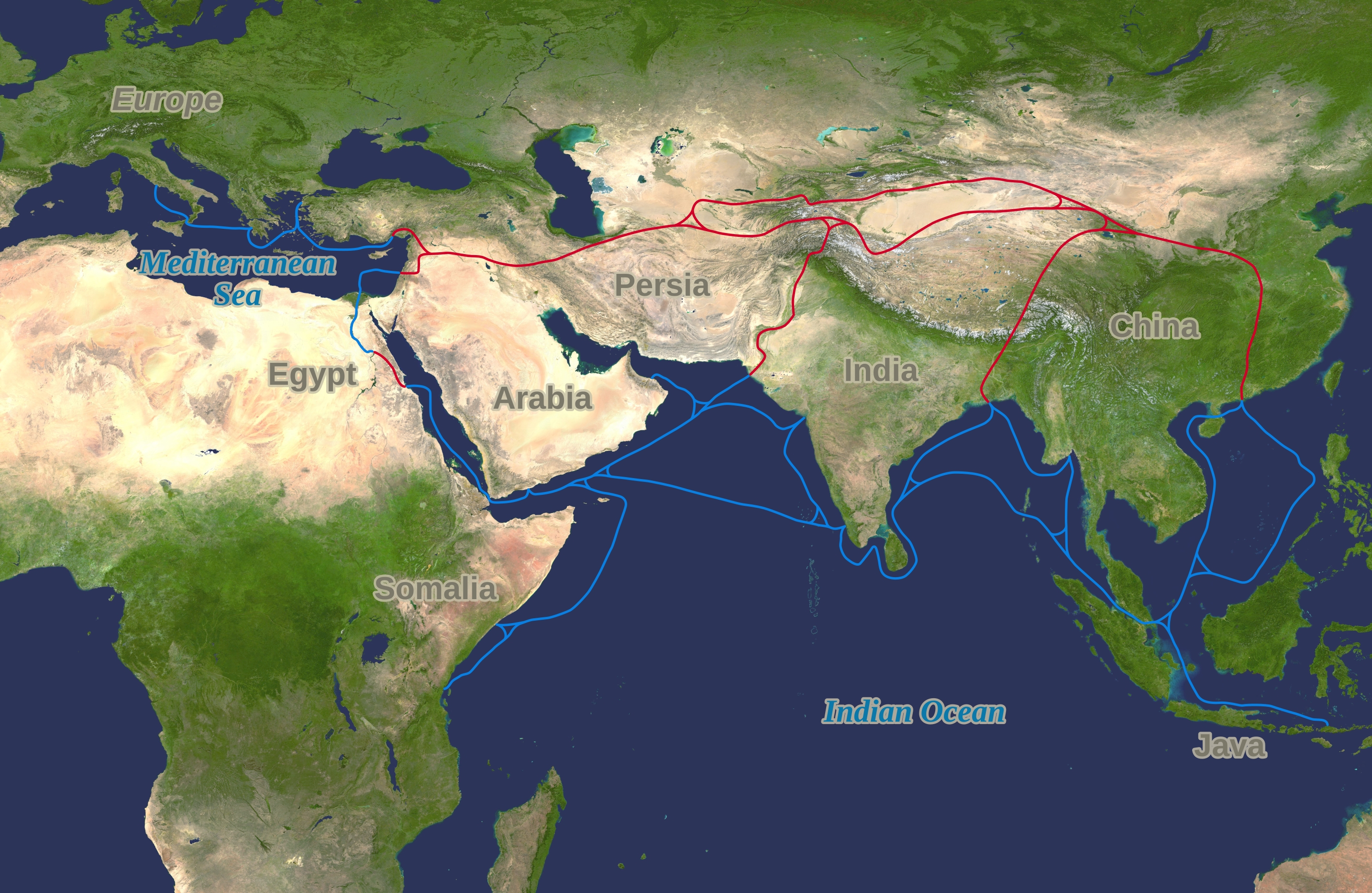
Rutes comercials: ruta de la seda i ruta de les espècies.

L'aspecte marítim del comerç estava dominat pels pobles austronesis de les illes del sud-est asiàtic que van establir les rutes comercials precursores des del sud-est d'Àsia (i després de la Xina) fins a Sri Lanka i l'Índia com a mínim el 1500 aC. Aquestes mercaderies eren transportades per terra més endavant cap al Mediterrani i el món grecoromà a través de la ruta de l'encens i les rutes Romano-Índia per comerciants indis i perses. Els carrils comercials marítims austronesis van expandir-se després a l'Orient Mitjà i l'Àfrica oriental cap al 1er mil·lenni, donant lloc a la colonització austronèsica de Madagascar.
El món grecoromà ; aviat es va sumar a aquest comerç fent ús de la ruta de l'encens, i les rutes romanes-índies. Les vies romanes-índiques eren dependents de les tècniques desenvolupades pel poder del comerç marítim, el Regne d'Axum, que va ser pioner de la via del mar Roig abans del segle primer. A mitjan segle vii, el sorgiment del islam va tancar les rutes de caravanes per terra al llarg de Egipte i Suez, i va reduir la comunitat comercial europea d'Axum i l'Índia.
Els comerciants àrabs finalment es van fer càrrec del transport de mercaderies dels comerciants del llevant mediterrani i de la República de Venècia a Europa fins a l'arribada dels turcs otomans en 1453. Inicialment les rutes terrestres van ajudar el comerç d'espècies, però després les rutes marítimes van portar a un enorme creixement en les activitats comercials. Durant l'època medieval, els comerciants musulmans van dominar les rutes marítimes d'espècies al llarg del oceà Índic, aprofitant les regions d'origen a l'Extrem Orient i enviant espècies des emporis comercials a l'Índia cap a l'oest al golf Pèrsic i el mar Roig.

## Comerç àrab i Europa medieval

Ruta comercial al Mar Roig que uneix Itàlia amb el sud-oest de l'Índia

Roma va participar en el comerç d'espècies durant el segle v, però aquest paper, a diferència de l'àrab, no va perdurar durant l'edat mitjana. L'augment de l'islam va provocar un canvi significatiu al comerç, ja que els comerciants jueus i àrabs radhanites, especialment d'Egipte, van acabar dominant el transport de mercaderies a través de Orient Mitjà cap a Europa.
El comerç de les espècies havia aportat grans riqueses al califat abbàssida i, fins i tot, va inspirar llegendes famoses com la del marí Sinbad. Aquests primers mariners i comerciants sortien sovint des de la ciutat portuària de Basora i, després de molts viatges, tornarien a vendre les seves mercaderies incloent espècies a Bagdad. La fama de moltes espècies com la nou moscada i la canyella s'atribueixen a aquests primers comerciants d'Espècies.
La connexió comercial índia amb el sud-est asiàtic va resultar vital per als comerciants d'Aràbia i Pèrsia durant els segles vii i viii. Els comerciants àrabs, principalment descendents de mariners del Iemen i Oman, van dominar les rutes marítimes a tot l'Oceà Índic, tapant les regions d'origen de l'Extrem Orient - que enllaçaven amb les secretes "illes de les espècies" (illes Maluku i illes Banda). Les illes Maluku també es troben esmentades en diversos registres: una crònica java (1365) esmenta les Moluccas i Maluku; i les obres de navegació dels segles XIV i XV contenen la primera referència àrab inequívoca a Moluca. Sulaima al-Mahr escriu: "A l'est de Timor [on es troba el llenç de sàndal] són les illes Banda i són les illes on es troba la nou moscada i la maça. Les illes del clavell es diuen Maluku."

## Caiguda de Constantinoble

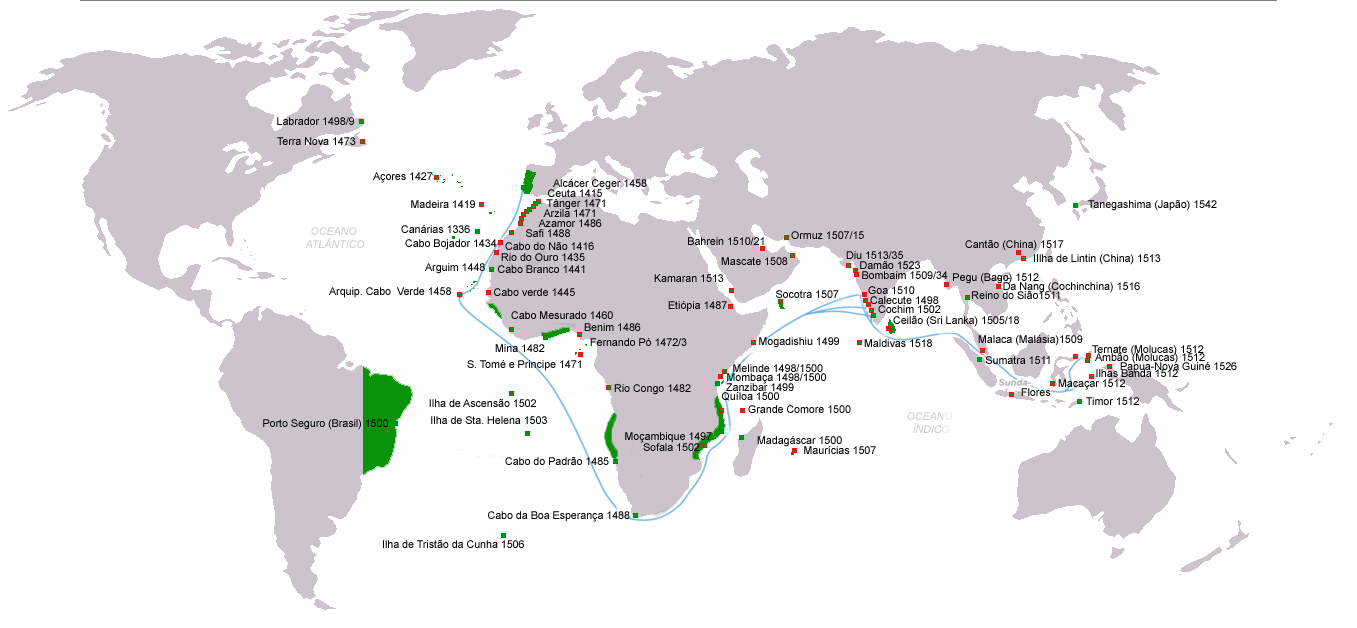
Les dates i els primers contactes dels portuguesos el 1415-1543 i rutes en l'Oceà Índic (blau).

La República de Venècia s'havia convertit en una formidable potència i un actor clau en el comerç d'espècies orientals. Altres potències (com Catalunya), amb l'objectiu de trencar el control venecià en el comerç d'espècies, van començar a construir la capacitat marítima. Fins a mitjan segle xv, el comerç amb l'est es va assolir a través de la Ruta de la Seda, amb l'Imperi Romà d'Orient i els Estats-ciutat italians de Venècia i Gènova actuant com a mitjancers.
La importància econòmica de la Ruta de la Seda (en vermell mapa annex) i les rutes de comerç d'espècies (en blau) bloquejades per l'Imperi Otomà en 1453 amb la caiguda de l'Imperi Romà d'Orient, van estimular l'exploració d'una ruta marítima al voltant de l'Àfrica i l'activació de la era dels descobriments.
Aquest comerç -que va promoure el desenvolupament de l'economia mundial des de finals de l'edat mitjana fins als temps moderns- va marcar el començament d'una dominació europea a l'Est. Les rutes i ports de despatx i trànsit com ara la badia de Bengala, van servir com a ponts per a intercanvis culturals i comercials entre les diverses cultures i nacions que lluitaven per guanyar el control del comerç i les rutes de les espècies.
El 1453, però, els otomans van prendre Constantinoble de l'Imperi Romà d'Orient, i alhora el control de l'única ruta de comerç d'espècies que existia en aquell moment. L'Imperi Otomà va quedar en una posició favorable per cobrar impostos pesats sobre mercaderies destinades a l'oest, però els europeus occidentals no van voler dependre d'una potència expansionista i no cristiana per al comerç lucratiu amb l'est, i es van veure obligats a cercar una ruta marítima alternativa al voltant d'Àfrica.

## Edat dels descobriments

Portugal va reivindicar l'oceà Índic com el seu mare clausum durant l'era dels descobriments.

El comerç es va transformar en l'era dels descobriments europeus, durant la qual el comerç d'espècies, particularment el pebre negre, es va transformar en una activitat molt lucrativa i important per als comerciants europeus. La ruta d'Europa a l'oceà Índic a través del cap de Bona Esperança va ser explorada per primera vegada pel navegant portuguès Vasco da Gama el 1498 (ruta marítima del cap), donant lloc a noves rutes marítimes per al comerç.
La dominació europea va ser lenta en el seu desenvolupament. Les rutes comercials portugueses es limitaven a l'ús de rutes antigues, ports, i nacions que eren difícils de dominar. Els holandesos van ser capaços d'evitar molts d'aquests problemes en ser els primers en accedir directament a través de l'oceà, des del cap de Bona Esperança a l'estret de la Sonda a Indonèsia.
El primer país que va intentar circumnavegar Àfrica va ser Portugal, que, des del començament del segle xv, va començar a explorar el nord d'Àfrica sota Enric el Navegant. Encantats per aquests primers èxits i buscant un lucratiu monopoli en una possible ruta marítima a les Índies, els portuguesos van travessar el cap de Bona Esperança el 1488 en una expedició dirigida per Bartolomeu Dias. Només nou anys després, el 1497, a les ordres de Manuel I de Portugal, quatre vaixells al comandament del navegant Vasco da Gama van arrodonir el cap de Bona Esperança, continuant fins a la costa oriental d'Àfrica fins a Malindi per navegar a través de l'Oceà Índic fins a Calicut, a la costa de Malabar. al sud de l'Índia: la capital dels governants locals zamorins. La riquesa de les Índies ja estava oberta perquè els europeus exploressin; l'Imperi portuguès va ser el primer imperi marí europeu que va créixer a partir del comerç d'espècies.

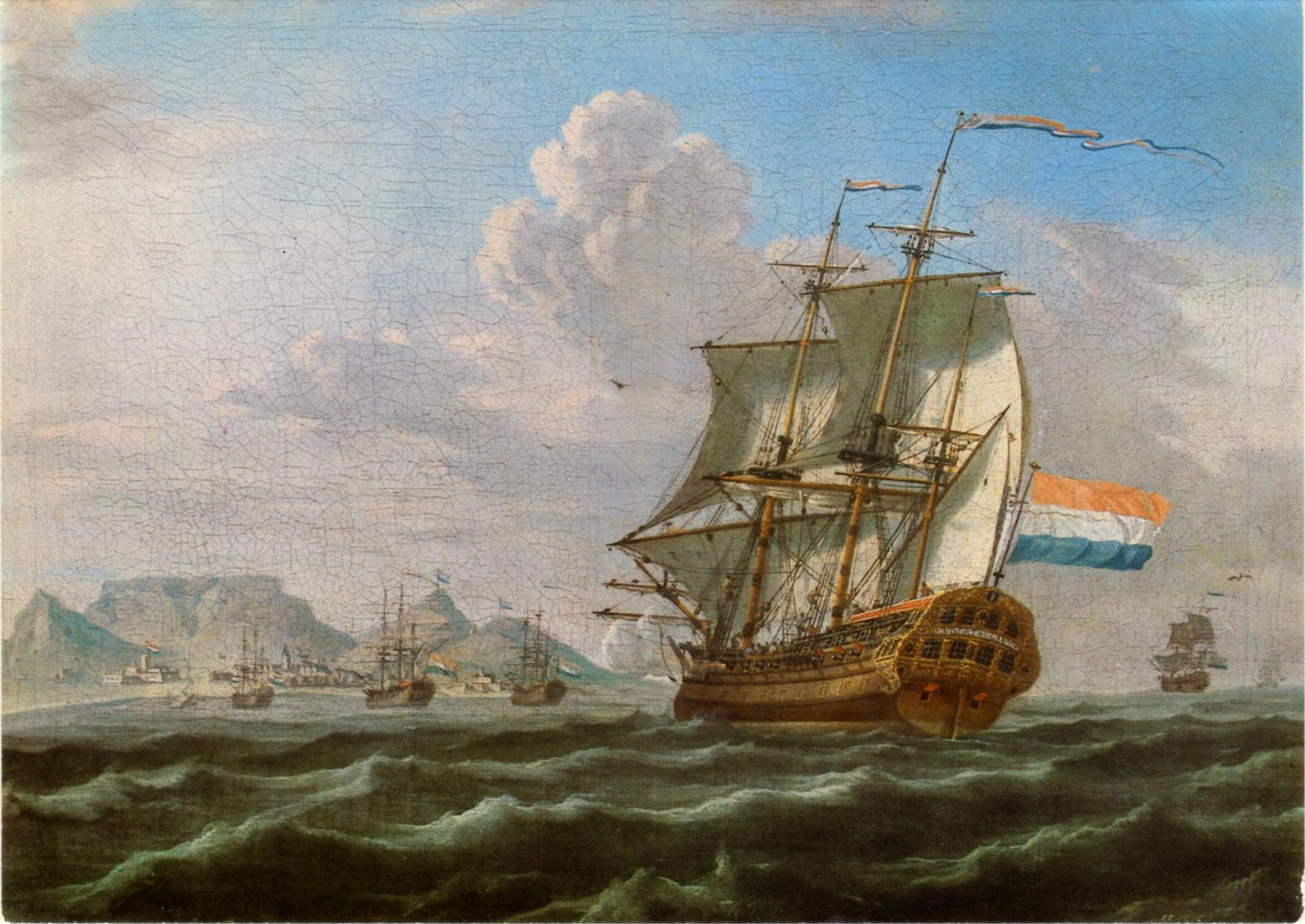
Vaixells holandesos a Table Bay atracant a la Colònia del Cap al Cap de Bona Esperança, 1762.

Va ser durant aquesta època que els exploradors espanyols i portuguesos van donar el primer pas cap al Nou Món. Cristòfor Colom va ser el primer a fer-ho el 1492 mentre navegava cap a l'oest a través de l'Oceà Atlàntic en una expedició a les Índies. En lloc d'arribar a Àsia, Colom va arribar a Amèrica, desembarcant en una illa en el que ara és les Bahames. Creient que de fet van arribar a l'Índia, la tripulació va anomenar els indígenes "indis", un nom que ha continuat utilitzant fins avui, per descriure els pobles indígenes de les Amèriques. Poc vuit anys més tard el 1500, el navegant portuguès, Pedro Álvares Cabral, mentre intentava reproduir la ruta atlàntica de Vasco da Gama Cap a l'Índia, es va obrir cap a l'oest fins a l'actual Brasil. Després de prendre possessió de la nova terra, Cabral reprengué el viatge a través de l'Atlàntic fins a l'extrem sud d'Àfrica i l'Índia, arribant finalment allà el setembre del 1500 -obrint per primera vegada una ruta del Nou Món a Àsia- i tornant a Portugal el 1501.

El 1511, Afonso de Albuquerque va conquerir Malaca per a Portugal, aleshores el centre del comerç asiàtic. A l'est de Màlaca, Albuquerque va enviar diverses missions diplomàtiques i exploratòries, incloses a les Moluques. En conèixer la ubicació secreta de les illes Spice, principalment de les illes Banda, aleshores la font mundial de nou moscada i clau, va enviar una expedició dirigida per António d'Abreu a Banda, on van ser els primers europeus a arribar a principis del 1512. L'expedició d'Abreu va arribar a les illes Buru, 

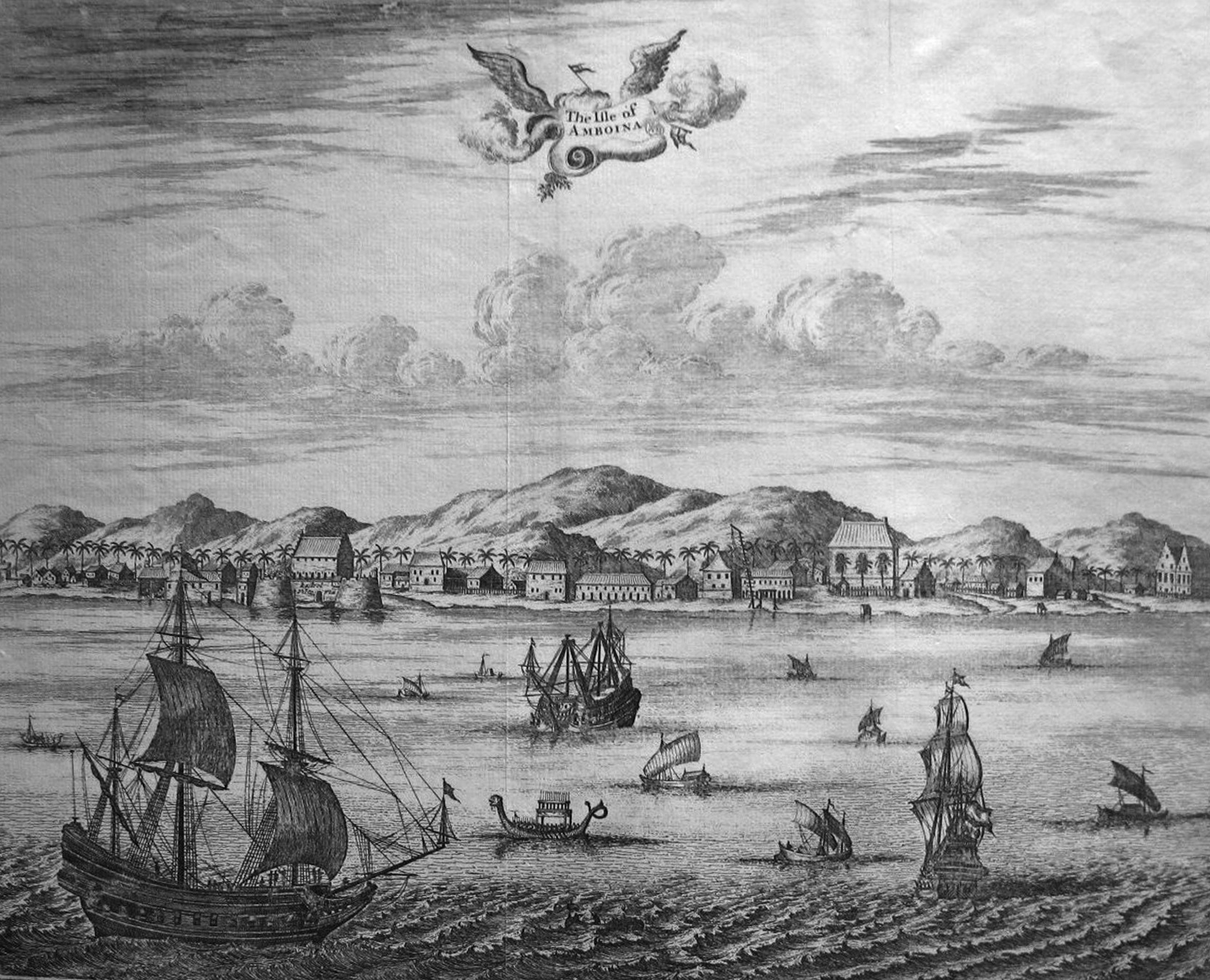
Fort holandès a Ambon, Maluku,.

Ambon i Seram, i després a les illes Banda. Més tard, després d'una separació forçada i un naufragi, el seu vice-capità, Francisco Serrão, va anar de nou al nord, a Ambon, i va arribar a Ternate, on va obtenir una llicència per construir una fortalesa portuguesa: el Forte de São João Baptista de Ternate [pt].
La Corona espanyola va organitzar l'expedició de Cristòfor Colom per competir amb Portugal en el comerç d'espècies amb Àsia, però en canvi, va desembarcar en un Nou Món. La recerca d'una ruta cap a Àsia es va reprendre pocs anys després, quan l'explorador Vasco Núñez de Balboa va travessar l'istme de Panamà el 1513 i es va convertir en el primer europeu en observar l'Oceà Pacífic des del Nou Món, confirmant que les Amèriques eren continents separats d'Asia. La corona espanyola va preparar llavors un gran viatge cap a l'oest amb Ferdinand Magellan, per arribar a Àsia des d'Espanya a través primer de l'Atlàntic, i després del Pacífic. El 21 d'octubre de 1520, la seva expedició va travessar l'estret que porta el seu nom a l'extrem d'Amèrica del Sud, obrint el Pacífic a l'exploració europea. El 16 de març de 1521, els vaixells van arribar a les Filipines i poc després a les illes Spice, donant lloc finalment al comerç del Galió de Manila, la primera ruta de comerç d'espècies des d'Àsia cap a Europa per l'oest .
Després de la mort de Magallanes a les Filipines, el navegant Juan Sebastian Elcano va prendre el comandament de l'expedició i la va conduir a través de l'Oceà Índic de tornada a Espanya, on van arribar el 1522 a bord de l'últim vaixell que quedava: el Victoria. Aquests exploradors es van convertir en els primers homes en circumnavegar el planeta. Durant els dos segles i mig següents, Espanya va controlar una vasta xarxa comercial que unia tres continents: Àsia, Amèrica i Europa. S'havia creat una ruta global d'espècies: des de Manila a les Filipines (Àsia) fins a Sevilla a Espanya (Europa), passant per Acapulco a Mèxic.

## Usos de les espècies
Les espècies, utilitzades com a condiment, eren certs tipus de vegetals de forta aroma, que servien al mateix temps per a preservar els aliments i per a donar-los sabor. En certes cultures hi havia qui creia en les seves virtuts curatives. Algunes espècies també s'utilitzaven àmpliament per a la destil·lació d'olis essencials usats en colònies i perfums com eren: l'àloe, el ruibarbre, l'ambre, el mesc, el sàndal i la càmfora.